# Marek Emiliusz Lepidus Porcina
Marcus Aemilius Lepidus Porcina – członek wpływowego rodu rzymskiego Emiliuszy. Syn prawdopodobnie Marka Emiliusza Lepidusa trybuna wojskowego w 190 p.n.e., wnuk Marka Emiliusza Lepidusa, konsula w 187 p.n.e. Konsul w 137 p.n.e. 
Jego kolega w konsulacie, Gajusz Hostiliusz Mancinus dowodzący wojskami w Hiszpanii został pobity przez Numancjan (Numantinae) i zmuszony do podpisania niekorzystnego traktatu. Gdy wiadomości o tym dotarły do Rzymu, Mancinusa wezwano do miasta, gdzie wytoczono mu proces, a Lepidus został wysłany do Hiszpanii jako dowódca. Tam nie czekając na decyzje z Rzymu, a nie będąc dostatecznie silny by podjąć walkę z Numancją, zdecydował się na rozpoczęcie wojny z Wakkejanami (Vaccaei) pod fałszywym pretekstem rzekomej pomocy udzielanej Numancjanom, a w rzeczywistości pragnąc osobistej chwały. Najechał ich kraj i obległ ich główne miasto Pallancję (Pallantia). 
Namówił do przyłączenia się do wyprawy swojego szwagra Decimusa Brutusa dowodzącego w Hiszpanii Dalszej. Senat wysłał delegację do Lepidusa domagając się rezygnacji z rozpoczynania kolejnej wojny, ale ten nie posłuchał. W 136 p.n.e. oblężenie Pallancji przeciągało się, w końcu problemy z zaopatrzeniem w żywność zmusiły Lepidusa do wycofania się, w czasie którego większość jego armii została zniszczona przez wrogów. Na wieść o tym Rzym odebrał Lepidusowi dowództwo i prokonsulat, a gdy Lepidus powrócił do miasta jako prywatny obywatel, został ukarany grzywną.
W 125 p.n.e. Lepidus był augurem, gdy został wezwany przez ówczesnych cenzorów Gnejusza Serwiliusza Cepiona i Lucjusza Kasjusza Longinusa za wybudowanie zbyt okazałego i drogiego domu.
Lepidus Porcina był wykształconym mówcą. Według świadectwa Cycerona to jeden z największych mówców swojego wieku, pierwszy, który wprowadził do retoryki łacińskiej charakterystyczne dla greki sposoby kompozycji mów.